# Princeton University Press
Princeton University Press ist ein unabhängiger Verlag mit dem Geschäftssitz in der Stadt Princeton im US-Bundesstaat New Jersey sowie mit engen Verbindungen zur Princeton University. Der Verlag, der 1905 gegründet wurde, besitzt für seine Veröffentlichungen in wissenschaftlichen Kreisen eine sehr hohe Reputation.
Im Gegensatz zu den meisten amerikanischen Universitätsverlagen erhält die Princeton University Press weder finanzielle Unterstützung durch die Universität, noch befindet sie sich in deren Besitz. Ursprünglich als Privatunternehmen gegründet, wurde der Verlag 1910 in ein nicht gewinnorientiertes Unternehmen – eine Nonprofit Corporation – überführt.
Sechs Bücher des Verlags gewannen bisher einen Pulitzer-Preis. Zu den bekanntesten Publikationen gehören der Smyth Report von 1945 sowie die Publikationen von Albert Einstein durch die langjährige Verlagslektorin und Herausgeberin Alice Calaprice.
Heute publiziert der Verlag nach eigenen Angaben jährlich etwa 200 Bücher.